# Lijst van rijksmonumenten in Zaltbommel (gemeente)
De gemeente Zaltbommel telt 241 inschrijvingen in het rijksmonumentenregister. Hieronder een overzicht. 

## Aalst
De plaats Aalst telt 9 inschrijvingen in het rijksmonumentenregister. Zie Lijst van rijksmonumenten in Aalst (Zaltbommel) voor een overzicht.

## Brakel
De plaats Brakel telt 15 inschrijvingen in het rijksmonumentenregister. Zie Lijst van rijksmonumenten in Brakel voor een overzicht.

## Bruchem
De plaats Bruchem telt 5 inschrijvingen in het rijksmonumentenregister.
| Object | Oorspronkelijke functie? | Bouwjaar              | Architect | Locatie        | Coördinaten?                  | Nr.?  | Afbeelding |
| --- | ------------------------ | --------------------- | --------- | -------------- | ----------------------------- | ----- | --- |
| Huis "Groenhoven" | Woonhuis                 | tweede kwart 19e eeuw |           | Dorpsstraat 6  | 51° 47' 14" NB, 5° 14' 19" OL | 23612 | Meer afbeeldingen |
| Hervormde Kerk. Gepleisterde, eenbeukige gotische kerk | Kerk en kerkonderdeel    | 14e-15e eeuw          |           | Kerkplein 1    | 51° 47' 13" NB, 5° 14' 16" OL | 23613 | Meer afbeeldingen |
| Hoeve onder schilddak met riet gedekt. Voorgevel van gele steen met rode vensterstrekken. Vensters met luiken en zesruitsramen. Het onderkelderde huis heeft zoldervensters met middenstijlen, geflankeerd door ovale venstertjes | Boerderij                | 18e eeuw              |           | Akkerstraat 1  | 51° 46' 58" NB, 5° 14' 8" OL  | 23614 | Meer afbeeldingen |
| Boerderij met links onderkelderd woongedeelte onder met riet gedekt wolfdak. Vensters met zesruitsramen. Bovenvensters met middenstijlen                                                                                          | Boerderij                | 1791 (ankers)         |           | Peperstraat 8  | 51° 47' 24" NB, 5° 14' 47" OL | 23615 | Boerderij met links onderkelderd woongedeelte onder met riet gedekt wolfdak. Vensters met zesruitsramen. Bovenvensters met middenstijlen |
| Boerderij. Het woongedeelte heeft een met riet gedekt wolfdak. Vensters met luiken en 25-, 15- en 12 ruitsramen | Boerderij                | 1839 (jaartalsteen)   |           | Peperstraat 27 | 51° 47' 14" NB, 5° 14' 31" OL | 23617 | Boerderij. Het woongedeelte heeft een met riet gedekt wolfdak. Vensters met luiken en 25-, 15- en 12 ruitsramen                          |

## Gameren
De plaats Gameren telt 5 inschrijvingen in het rijksmonumentenregister.
| Object | Oorspronkelijke functie? | Bouwjaar       | Architect | Locatie         | Coördinaten?                  | Nr.?   | Afbeelding                                                                                                |
| --- | ------------------------ | -------------- | --------- | --------------- | ----------------------------- | ------ | --- |
| Gepleisterde kleine hoeve onder rieten wolfdak                                                            | Boerderij                | begin 19e eeuw |           | Ridderstraat 21 | 51° 48' 2" NB, 5° 11' 54" OL  | 23619  | Meer afbeeldingen                                                                                         |
| Grote boerderij met gepleisterd woongedeelte, waarin vensters met luiken en zes- en negenruitsschuiframen | Boerderij                | 18e eeuw       |           | Ridderstraat 23 | 51° 48' 2" NB, 5° 11' 54" OL  | 23620  | Grote boerderij met gepleisterd woongedeelte, waarin vensters met luiken en zes- en negenruitsschuiframen |
| Orgel in het kerkgebouw van de Stichting Gereformeerde Kerk Gameren                                       | Vanwege onderdelen kerk  | 1754           |           | Ouwelsestraat 8 | 51° 47' 59" NB, 5° 12' 24" OL | 476727 | Meer afbeeldingen                                                                                         |
| Boerderij Den Hoek: voorhuis, voorgevel, tussenlid, schuur                                                | Boerderij                | 1861           |           | Delkant 3       | 51° 48' 4" NB, 5° 12' 15" OL  | 523381 | Meer afbeeldingen                                                                                         |
| Boerderij Den Hoek: vierroedige hooiberg                                                                  | Boerderij                | ca. 1861       |           | Delkant 3       | 51° 48' 4" NB, 5° 12' 15" OL  | 523382 | Meer afbeeldingen                                                                                         |

## Kerkwijk
De plaats Kerkwijk telt 8 inschrijvingen in het rijksmonumentenregister. Zie Lijst van rijksmonumenten in Kerkwijk voor een overzicht.

## Nederhemert-Noord
De plaats Nederhemert-Noord telt 6 inschrijvingen in het rijksmonumentenregister.
| Object                                     | Oorspronkelijke functie?  | Bouwjaar              | Architect | Locatie      | Coördinaten?                 | Nr.?  | Afbeelding                                 |
| ------------------------------------------ | ------------------------- | --------------------- | --------- | ------------ | ---------------------------- | ----- | ------------------------------------------ |
| Hervormde kerk                             | Kerk en kerkonderdeel     | 1776                  |           | Kerkplein 1  | 51° 45' 48" NB, 5° 10' 7" OL | 23629 | Meer afbeeldingen                          |
| Gebr. Remmerde                             | Industrie- en poldermolen | 1716                  |           | Maasdijk 1   | 51° 45' 37" NB, 5° 9' 45" OL | 23632 | Meer afbeeldingen                          |
| Boerderij op T-vormige plattegrond         | Boerderij                 | 17e eeuw              |           | Maasdijk 24  | 51° 45' 44" NB, 5° 10' 7" OL | 23633 | Meer afbeeldingen                          |
| Hoeve met omlopend schilddak               | Boerderij                 | 17e eeuw              |           | Maasdijk 50  | 51° 45' 35" NB, 5° 9' 37" OL | 23634 | Upload foto                                |
| Herberg van beganegrond met rieten wolfdak | Horeca                    | eerste kwart 19e eeuw |           | Maasdijk 68  | 51° 45' 34" NB, 5° 9' 32" OL | 23635 | Herberg van beganegrond met rieten wolfdak |
| Boerderij Sterrebosch                      | Boerderij                 | 1846                  |           | Maasdijk 100 | 51° 46' 12" NB, 5° 9' 10" OL | 23636 | Upload foto                                |

## Nederhemert-Zuid
De plaats Nederhemert-Zuid telt 11 inschrijvingen in het rijksmonumentenregister. Zie Lijst van rijksmonumenten in Nederhemert-Zuid voor een overzicht.

## Poederoijen
De plaats Poederoijen telt 4 inschrijvingen in het rijksmonumentenregister.
| Object                                                                                              | Oorspronkelijke functie?  | Bouwjaar  | Architect | Locatie         | Coördinaten?                 | Nr.?   | Afbeelding        |
| --------------------------------------------------------------------------------------------------- | ------------------------- | --------- | --------- | --------------- | ---------------------------- | ------ | ----------------- |
| Hervormde Kerk                                                                                      | Kerk en kerkonderdeel     | 1897      |           | Maasdijk 42     | 51° 47' 8" NB, 5° 4' 51" OL  | 10078  | Meer afbeeldingen |
| Kerktoren                                                                                           | Kerk en kerkonderdeel     | 15e eeuw  |           | Maasdijk bij 42 | 51° 47' 8" NB, 5° 4' 50" OL  | 10080  | Meer afbeeldingen |
| Slot Loevestein                                                                                     | Kasteel, buitenplaats     | 14e eeuw  |           | Loevestein 1    | 51° 48' 59" NB, 5° 1' 17" OL | 10081  | Meer afbeeldingen |
| Nieuwe Hollandse Waterlinie Cluster 77 Batterij onder Poederoijen: Batterijaanleg en aardwerken     | Fort, vesting en -onderdl | 1879-1886 |           | Maasdijk 86     | 51° 47' 32" NB, 5° 3' 42" OL | 531926 | Meer afbeeldingen |
| Batterij onder Poederoijen: Bomvrij gebouw                                                          | Bomvrij militair object   | 1880      |           | Maasdijk 86     | 51° 47' 34" NB, 5° 3' 43" OL | 531927 | Meer afbeeldingen |
| Batterij onder Poederoijen: Brug                                                                    | Fort, vesting en -onderdl | 1880      |           | Maasdijk 86     | 51° 47' 34" NB, 5° 3' 41" OL | 531929 | Meer afbeeldingen |
| Nieuwe Hollandse Waterlinie Cluster 78 bij Batterij onder Poederoijen: Duiker, Poederoijense Sluis. | Fort, vesting en -onderdl | 1850      |           | Maasdijk        | 51° 47' 43" NB, 5° 3' 19" OL | 531935 | Meer afbeeldingen |
| Bij Batterij onder Poederoijen: Brakelse Sluis                                                      | Fort, vesting en -onderdl | 1850      |           | bij Afsluitdijk | 51° 47' 45" NB, 5° 3' 18" OL | 531936 | Meer afbeeldingen |
| Bij Batterij onder Poederoijen: Binnensluis                                                         | Fort, vesting en -onderdl | 1850      |           | Nieuwendijk N   | 51° 47' 58" NB, 5° 3' 41" OL | 531937 | Meer afbeeldingen |
| Bij Batterij onder Poederoijen: Veldsluis                                                           | Fort, vesting en -onderdl | 1850      |           | Nieuwendijk Z   | 51° 47' 57" NB, 5° 3' 40" OL | 531938 | Meer afbeeldingen |
| Monument scheiding van Maas en Waal                                                                 | Gedenkteken               | 1904      |           | Afsluitdijk     | 51° 47' 43" NB, 5° 3' 9" OL  | 523384 | Meer afbeeldingen |

## Zaltbommel
De plaats Zaltbommel telt 171 inschrijvingen in het rijksmonumentenregister. Zie Lijst van rijksmonumenten in Zaltbommel (plaats) voor een overzicht.

## Zuilichem
De plaats Zuilichem telt 5 inschrijvingen in het rijksmonumentenregister.
| Object | Oorspronkelijke functie?  | Bouwjaar                    | Architect | Locatie        | Coördinaten?                 | Nr.?  | Afbeelding        |
| --- | ------------------------- | --------------------------- | --------- | -------------- | ---------------------------- | ----- | ----------------- |
| Boerderij. Op T-vormige plattegrond, waarvan het door een rieten zadeldak gedekte woonhuis. Vensters met luiken en 20-ruitsschuiframen. In de noordgevel van de stal jaartalankers | Boerderij                 | 1837 (woonhuis) 1686 (stal) |           | Meidijk 2      | 51° 48' 31" NB, 5° 7' 30" OL | 10082 | Meer afbeeldingen |
| Poldermolen | Industrie- en poldermolen | 1720                        |           | Meidijk 15     | 51° 48' 6" NB, 5° 7' 15" OL  | 10083 | Meer afbeeldingen |
| Boerderij op T-vormige plattegrond | Boerderij                 | tweede kwart 19e eeuw       |           | Molenstraat 1  | 51° 48' 35" NB, 5° 8' 1" OL  | 10084 | Meer afbeeldingen |
| De Hoop | Industrie- en poldermolen | 1863                        |           | Molenstraat 17 | 51° 48' 28" NB, 5° 7' 59" OL | 10085 | Meer afbeeldingen |
| Stal met overstek, oude roedenberg | Boerderij                 |                             |           | Waaldijk 33    | 51° 48' 37" NB, 5° 8' 38" OL | 10086 | Meer afbeeldingen |

Aalten ·
Apeldoorn ·
Arnhem ·
Barneveld ·
Berg en Dal ·
Berkelland ·
Beuningen ·
Bronckhorst ·
Brummen ·
Buren ·
Culemborg ·
Doesburg ·
Doetinchem ·
Druten ·
Duiven ·
Ede ·
Elburg ·
Epe ·
Ermelo ·
Harderwijk ·
Hattem ·
Heerde ·
Heumen ·
Lingewaard ·
Lochem ·
Maasdriel ·
Montferland ·
Neder-Betuwe ·
Nijkerk ·
Nijmegen ·
Nunspeet ·
Oldebroek ·
Oost Gelre ·
Oude IJsselstreek ·
Overbetuwe ·
Putten ·
Renkum ·
Rheden ·
Rozendaal ·
Scherpenzeel ·
Tiel ·
Voorst ·
Wageningen ·
West Betuwe ·
West Maas en Waal ·
Westervoort ·
Wijchen ·
Winterswijk ·
Zaltbommel ·
Zevenaar ·
Zutphen